# Walid Ali Osman
Walid Ali Osman (ar. وليد عصمان, ur. 28 lutego 1977 w Sabracie) – libijski piłkarz grający na pozycji obrońcy.

## Kariera klubowa
Karierę piłkarską Osman rozpoczął w klubie Al-Wefaq Sabrata. W jego barwach zadebiutował w pierwszej lidze libijskiej. W 2004 roku przeszedł do zespołu Al-Uruba Ajelat, w którym grał przez rok.
W 2005 roku Osman przeszedł do stołecznego zespołu, Al-Ittihad Trypolis. W 2006 roku został z nim mistrzem kraju, a tytuł mistrzowski wywalczył także w latach 2007, 2008 i 2009. Wraz z Al-Ittihad dwukrotnie zdobył Puchar Libii w latach 2007 i 2009 oraz czterokrotnie superpuchar w latach 2006-2009.

## Kariera reprezentacyjna
W reprezentacji Libii Osman zadebiutował w 2003 roku. W 2006 roku w Pucharze Narodów Afryki 2006 rozegrał 2 spotkania: z Wybrzeżem Kości Słoniowej (1:2) i z Marokiem (0:0).